# Zwartberg
Zwartberg – dawna miejscowość w Belgii, w prowincji Limburgia, obecnie dzielnica miasta Genk.